# 翠池
翠池是臺灣雪山山脈的一座冰斗湖，位於雪山主峰西稜北側的碎石坡下，海拔約3517公尺，是亞洲東部海拔最高的非高原湖泊。該湖距雪山主峰西方約一公里，在行政區劃上隸屬苗栗縣泰安鄉，並由雪霸國家公園管轄，此外也在大安溪源頭的集水區內。

## 地理

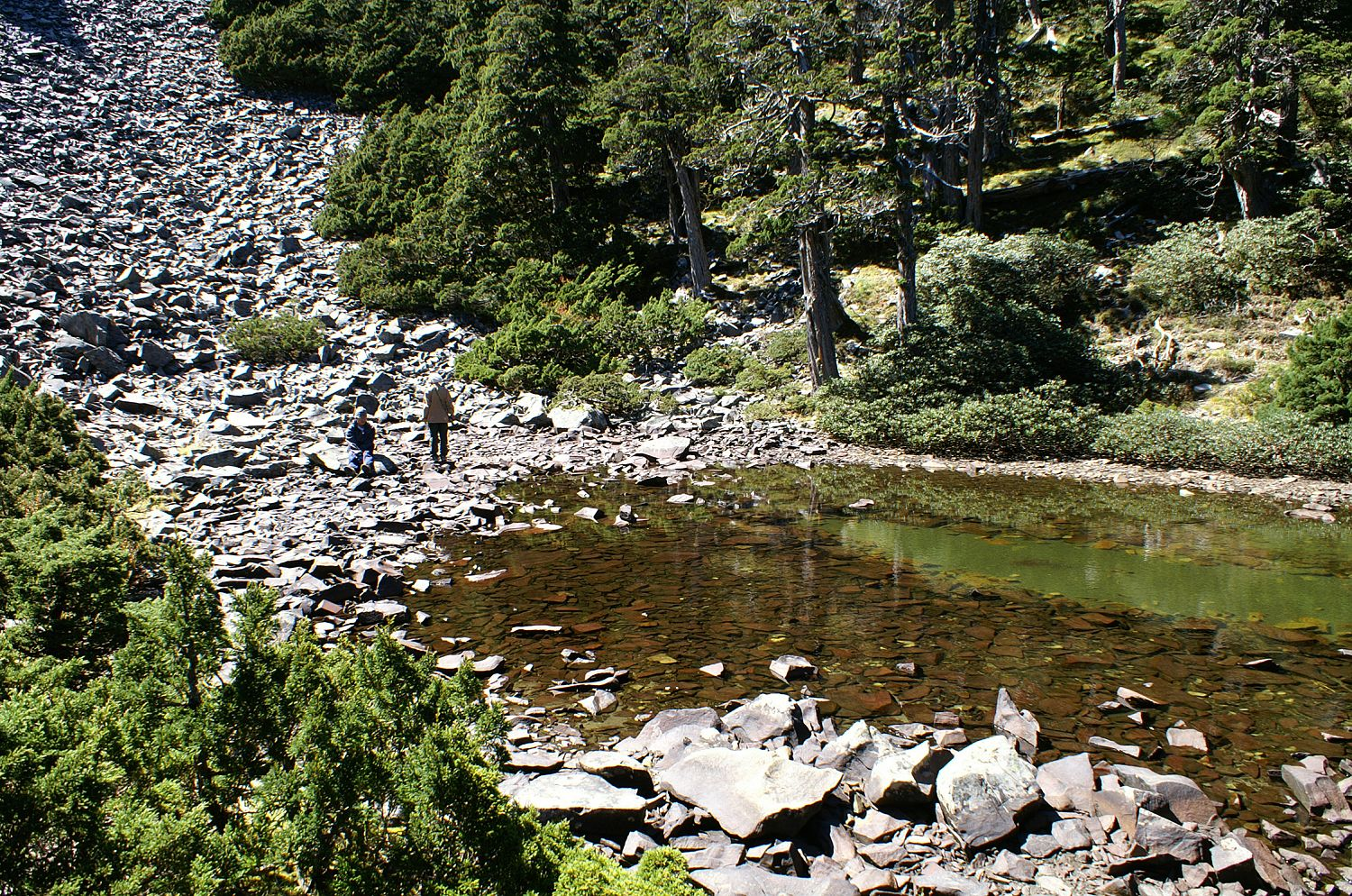
翠池周圍的玉山圓柏林；左側之碎石坡為雪山七號圈谷，亦是池水之源。

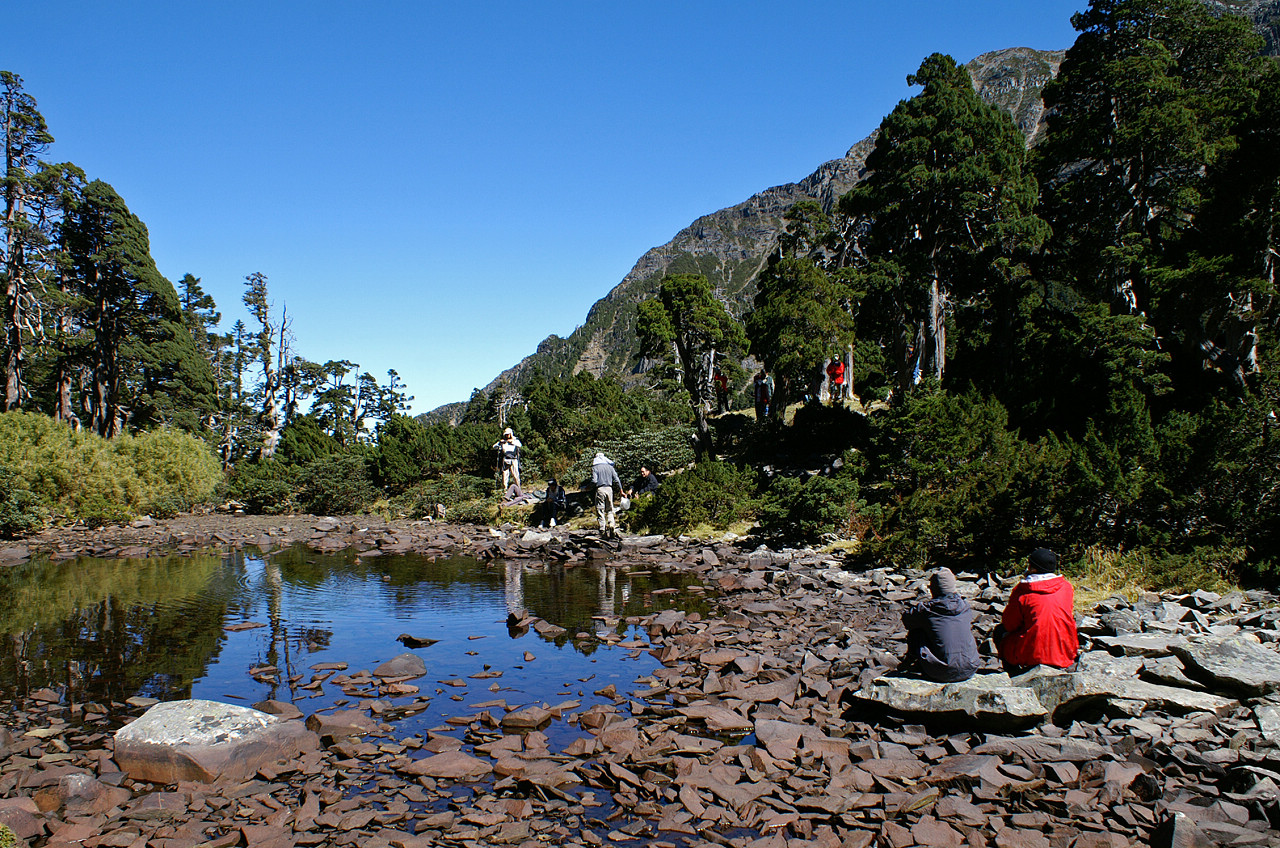
枯水期的翠池

翠池池形略呈橢圓狀，受降雨影響，水量不定；豐水期時池水可深達1公尺，若逢枯水，則只有中央的窪地存有積蓄，但終年不涸。池底鋪滿板岩碎塊，周遭則是台灣面積最大的玉山圓柏純林，林木高大，有別於其他高山地區矮小匍匐的叢灌景觀。
翠池北方有一處開口，池水聚流而下，是為雪山溪；溪水與大雪溪、馬達拉溪等相匯集後，注入大安溪。東北處，有兩道往西北方延伸的凸堤，各長約50、60公尺，高3公尺，雪山溪穿過兩道凸堤，形成小峽谷。翠池南方則是碎石坡，為雪山七號圈谷，涵養地下涇流，是翠池水的來源。由於翠池南有圈谷坡，北有凸提，因此推斷翠池可能是由冰河作用侵蝕所形成冰斗湖。
翠池之上、下各有上翠池、下翠池二池，上翠池為季節性小沼，乾季無水。
池旁有大片空地，為登山者時常休憩的地點，翠池山屋及翠池營地。